# 菊智妍
菊智妍（韓語：국지연，1984年4月17日—），韓國女演員。外婆是有荷兰血统的美国人，母亲是美国籍，所以她有1/4荷兰血统，是韩美混血兒。2006年以绿茶-健美茶广告（與朱智勳、韩孝珠合作）出道。

## 演出作品

### 電視劇
- 2008年：KBS《我被你迷住了》
- 2009年：KBS《花樣男子》飾演 崔真熙（吉兒）
- 2010年：MBC《現在還想結婚的女人》
- 2010年：MBC《愛的烙印 紅字》飾演 陳珍珠

### 電影
- 2007年：《人狗奇缘》
- 2009年：《金氏漂流记》
- 2010年：《銅管樂五重奏》

### MV
- 2008年：崔成哲《結婚》
- 2010年：白智榮&MIGHTY MOUTH《愛情會來嗎》（與李龍宇）

## 廣告
- 2006年：绿茶-健美茶/그린타임 건미차
- 2006年：Sk Telecom, 三星生命保险/삼성생명
- 2006年：必胜客披萨/pizza/피자헛- 반값 페스티벌
- 2006年：海特啤酒/하이트 맥주
- 2007年：星巴克Starbucks咖啡-西雅图小组/스타벅스 - 시애틀라떼
- 2007年：海特MAX啤酒/하이트 맥스
- 2007年：巴黎贝甜/파리바게트(韩国顶级烘焙品牌)
- 2007年：韩国电信KT
- 2008年：中国OPPO手机/중국 OPPO 핸드폰 전속
- 2008年：韩国土地公社/한국토지공사
- 2008年：新韩卡/신한카드
- 2008年：邓肯甜甜圈/dunkin donuts/던킨도넛츠 (咖啡及烘培甜点品牌店)
- 2009年：omphalos服饰（feat.金俊）
- 2009年：尔杰斯黄金奇異果广告
- 2009年：翡翠佳人系列化妆品
- 2009年：东芝/TOSHIBA电脑
- 2009年：Coreana/高丽雅娜化妆系列代言